# Gráfok erős szorzata

A királygráf, két útgráf erős szorzata

A matematika, azon belül a gráfelmélet területén a G és H gráfok erős szorzata egy gráfszorzás, olyan kétváltozós gráfművelet, amely gráfok rendezett párjaihoz egy új gráfot rendel. A G ⊠ H erős szorzat olyan gráf, melyre a következők igazak:
- G × H csúcshalmaza megegyezik a V(G) × V(H) Descartes-szorzattal;
- két G × H-beli csúcs, (u,u') és (v,v') pontosan akkor szomszédosak, ha
  - u = v és u'  szomszédos v' -vel vagy
  - u'  = v'  és u szomszédos v-vel vagy
  - u szomszédos v-vel és u'  szomszédos v' -vel

Az erős szorzatot Sabidussi vezette be 1960-ban. Cikkében a szorzat „erőssége” egy gyenge szorzattípussal volt szembeállítva, de a kétfajta szorzat különbsége csak végtelen sok  szorzótényező esetén jelentkezett. A művelet jelének kereszt szimbóluma vizuálisan a két él erős szorzatából adódó élekre emlékeztet.
Például a sakktáblán a király lehetséges lépéseit megjelenítő királygráf két útgráf erős szorzataként áll elő.
Az irodalomban óvatosan kezelendők az „erős szorzatra” (strong product) való hivatkozások, mivel időnként a gráfok tenzorszorzatát értik alatta.

## Fordítás
- Ez a szócikk részben vagy egészben a Strong product of graphs című angol Wikipédia-szócikk ezen változatának fordításán alapul.  Az eredeti cikk szerkesztőit annak laptörténete sorolja fel. Ez a jelzés csupán a megfogalmazás eredetét és a szerzői jogokat jelzi, nem szolgál a cikkben szereplő információk forrásmegjelöléseként.